# Mark Andes
Mark Andes (Filadelfia, 19 febbraio 1948) è un bassista e compositore statunitense molto conosciuto per aver fatto parte di diversi storici gruppi rock statunitensi.

## Biografia
Iniziata la carriera con gli Spirit, ha fatto parte successivamente dei Jo Jo Gunne e degli Heart.

## Negli Spirit
La sua storia con questa band degli anni sessanta è molto tormentata, fatta di frequenti abbandoni; ben quattro volte infatti il bassista è uscito dal gruppo, salvo poi farvi sempre ritorno.

## La popolarità
Il periodo di maggiore fama di Andes è agli inizi degli anni '80, quando entra a far parte degli Heart, band che nella fase AOR di quegli anni raggiunge il massimo successo commerciale.